# Mala Dvoreanka, Berezivka
Mala Dvoreanka (în ucraineană Мала Дворянка) este un sat în comuna Mîkolaiivka din raionul Berezivka, regiunea Odesa, Ucraina.

## Demografie
Componența lingvistică a localității Mala Dvoreanka
     Ucraineană (100%)
Conform recensământului din 2001, toată populația localității Mala Dvoreanka era vorbitoare de ucraineană (100%).